# Lycoriella permutata
Lycoriella permutata là một ruồi trong họ Sciaridae, thuộc chi Lycoriella. Loài này được Lundbeck miêu tả khoa học đầu tiên năm 1901.